# Kayastha

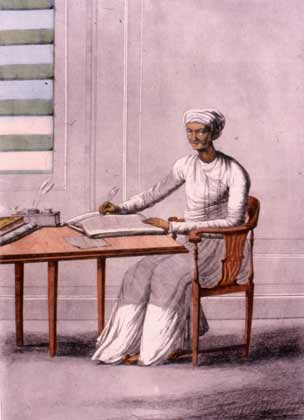
"Calcutta Kayasth" från en 19th Century bok

Kayastha (Kajasth, kajath, kaith), är en grupp indiska kaster som kännetecknas av att de har eller har haft uppgifter som skrivare.